# Lucio Marcio Settimo
Lucio Marcio Settimo (latino: Lucius Marcius Septimus) (fl. III secolo a.C.) è stato un militare romano.
Egli riuscì a mettere in salvo le rimanenti forze romane, sconfitte nelle battaglie del Baetis superiore dove erano periti i due generali, Publio Cornelio Scipione e Gneo Scipione Calvo.

## Biografia
(Livio, XXV, 37.1-2.)
Lucio Marcio, grazie all'esperienza raccolta sotto Gneo Scipione, riuscì a raccogliere le disperse forze romane, a ricongiungersi al presidio di Tiberio Fonteio e a guidare i Romani oltre l'Ebro, dove poi essi fortificarono gli accampamenti (probabilmente a sud e non molto distante da Tarraco) e vi trasportarono i rifornimenti. Le truppe romane, radunate nei comitiis militaribus lo elessero comandante supremo all'unanimità.
All'avvicinarsi di Asdrubale Giscone, i Romani, in preda all'ira ed al furore, ricordandosi quali comandanti avevano avuto poco prima, afferrarono le armi e si precipitarono alle porte ad assalire il nemico incauto che avanzava in schiere disordinate. L'imprevista situazione gettò nel panico i punici che non si aspettavano di trovare forze romane tanto numerose e organizzate, dal momento che ritenevano che l'esercito romano fosse quasi distrutto. Davanti a tante circostanze così inattese, i cartaginesi inizialmente si ritirarono stupefatti, poi, respinti da un assalto violento dei Romani, si diedero alla fuga.
(Livio, XXV, 37.14.)
Marcio, fatte le debite esplorazioni e notando una scarsa vigilanza da parte dei Cartaginesi, concepì il piano di dare l'assalto agli accampamenti nemici del solo Asdrubale, piuttosto che attendere di essere assediato dagli eserciti riuniti dei tre comandanti cartaginesi.
Il comandante romano allora arringò i soldati (adlocutio) e li informò che li avrebbe condotti in un assalto notturno al campo di Asdrubale. La battaglia che ne seguì, sarebbe stata lunga e dura se, alla vista degli scudi insanguinati dei Romani, i Cartaginesi non si fossero dati alla fuga, comprendendo che già c'era stata una battaglia a loro sfavorevole. Tutti tranne quelli che rimasero uccisi, furono cacciati fuori dal campo. Marcio in una notte e un giorno fu padrone di entrambi gli accampamenti cartaginesi e venne acclamato dux.
Dopo questo successo, peraltro messo in dubbio da parte di alcuni storici moderni, sembra che le cose in Spagna si calmarono per qualche tempo, poiché entrambe le parti esitavano a compiere una prima mossa, dopo tante disfatte subite e prodotte alla parte avversa.
All'inizio del 211 a.C., quando il senato romano ricevette da Lucio Marcio una lettera sui suoi successi militari, seppure giudicassero splendide le sue vittorie sulle forze cartaginesi, tuttavia notarono che lo stesso si firmava «L.Marcio propretore al senato», titolo che non gli era stato conferito né per decreto del popolo, né dall'autorità del senato. Essi considerarono la situazione un pericoloso precedente che i comandanti potessero essere eletti dagli eserciti e che la consuetudine di indire comizi, si trasferisse negli accampamenti militari, lontano dalle leggi e dai magistrati. Una volta partiti i cavalieri, si deliberò che le richieste spagnole sui rifornimenti di grano e vestiario fossero accolte e che, d'accordo con i tribuni della plebe, fosse chiesto al popolo quale nuovo comandante si dovesse inviare in Spagna a comandarvi le armate romane, in sostituzione dei due Scipioni appena scomparsi.